# Phan Xuân Sang
Phan Xuân Sang (1952 – 2011) là một tướng lĩnh của lực lượng Công an nhân dân Việt Nam với quân hàm Thiếu tướng. Ông nguyên là Ủy viên Ban Thường vụ Thành ủy, Bí thư Đảng ủy, Giám đốc Công an thành phố Đà Nẵng.

## Xuất thân
Thiếu tướng Phan Xuân Sang, sinh năm 1952 tại xã Điện Thọ, huyện Điện Bàn, tỉnh Quảng Nam.

## Sự nghiệp
Phan Xuân Sang là đảng viên Đảng Cộng sản Việt Nam.
Ngày 4 tháng 6 năm 2008, Thủ tướng Chính phủ Nguyễn Tấn Dũng đã ký quyết định phong quân hàm Thiếu tướng Công an nhân dân Việt Nam đối với đồng chí Phan Xuân Sang, Giám đốc Công an thành phố Đà Nẵng.
Ngày 5 tháng 8 năm 2010, Bộ trưởng Bộ Công an bổ nhiệm chức danh Quyền Giám đốc Công an thành phố Đà Nẵng đối với Đại tá Nguyễn Văn Sơn – Thành ủy viên, Phó Giám đốc Công an thành phố Đà Nẵng, thay Thiếu tướng Phan Xuân Sang – Ủy viên Ban Thường vụ Thành ủy, Giám đốc Công an thành phố Đà Nẵng, vì vấn đề sức khỏe của ông.

## Lịch sử thụ phong quân hàm
| Năm thụ phong | –      | 2008        |
| ------------- | ------ | ----------- |
| Quân hàm      |        |             |
| Cấp bậc       | Đại tá | Thiếu tướng |

## Khen thưởng
Trong quá trình chiến đấu và công tác, Thiếu tướng Phan Xuân Sang đã được tặng thưởng:
- Huy chương Kháng chiến hạng Nhất
- Huy chương Vì an ninh Tổ quốc
- Huy chương Chiến sĩ vẻ vang hạng Nhất
- Huy hiệu 30 năm tuổi Đảng